# Antarctoneptunea
Antarctoneptunea is een geslacht van weekdieren uit de klasse van de Gastropoda (slakken).

## Soort
- Antarctoneptunea aurora (Hedley, 1916)